# Aleš Pajovič
Aleš Pajovič (* 6. Januar A 1979 in Celje, SR Slowenien, SFR Jugoslawien) ist ein ehemaliger slowenischer Handballspieler. Er ist derzeit als Trainer der österreichischen Handballnationalmannschaft und der SG Flensburg-Handewitt tätig.
Aleš Pajovič, der für die slowenische Nationalmannschaft auflief, wurde ausschließlich im linken Rückraum eingesetzt.

## Karriere
Aleš Pajovič begann mit dem Handballspiel beim slowenischen Serienmeister RK Celje in seiner Heimatstadt. Dort bestritt er 1997 auch seine ersten Ligaspiele. Mit den Männern aus der slowenischen Steiermark gewann er von 1998 bis 2003 die slowenische Meisterschaft sowie von 1998 bis 2001 den slowenischen Pokal. 2003 wechselte er in die spanische Liga ASOBAL zu BM Ciudad Real. Dort gewann er 2003/04 die spanische Meisterschaft sowie die Copa ASOBAL, 2004/05 erneut die Copa ASOBAL, 2005/06 die Copa ASOBAL, die EHF Champions League sowie die Vereins-EM und 2006/07 die spanische Meisterschaft, die Copa ASOBAL sowie die Vereins-EM.
Im Sommer 2007 tat sich allerdings ein Problem bei Ciudad Real auf: mit neun Ausländern hatte der Verein die Ausländerbeschränkung der spanischen Liga bereits ausgereizt und Pajovič musste als zehnter Ausländer auf der Tribüne Platz nehmen. Ciudad Real bot ihm daraufhin an, den Verein zu wechseln; Pajovič blieb aber zunächst beim Spitzenclub aus der Region Kastilien-La Mancha und hoffte, dass Arpad Šterbik und Siarhei Rutenka möglichst bald die spanische Staatsbürgerschaft erhalten.
Anfang Oktober 2007 wurde Pajovič vom deutschen Meister THW Kiel bis Ende 2007 ausgeliehen, um die verletzungsbedingten Ausfälle von Nikola Karabatić und Filip Jícha zu kompensieren. Nach Ende des Ausleihgeschäfts wechselte er zurück zu Ciudad Real und gewann in dieser Saison die spanische Meisterschaft, den spanischen Pokal, den spanischen Supercup, den Copa ASOBAL und die EHF Champions League. In der Saison 2008/09 gewann er erneut mit Ciudad Real die Meisterschaft und die EHF Champions League. Anschließend kehrte er nach Celje zurück.
Für die Frühjahressaison 2011 war Aleš Pajovič an HC Shoppingcity Seiersberg (Österreich) verliehen, um diesen zum Aufstieg in die Handball-Liga-Austria zu verhelfen. Zur Saison 2011/12 wechselte er zum SC Magdeburg. Nach der Winterpause 2012/13 wechselte er zum TuS N-Lübbecke, wo er bis 2015 spielte.
Anschließend unterschrieb er einen Vertrag beim österreichischen Verein HSG Graz, bei dem er bis zur Saison 2017/18 als Spielertrainer aktiv war.
Für die Saison 2018/19 war Pajovič nur als Trainer in Graz beschäftigt. Der Slowene führte die Mannschaft in dieser Saison überraschend in die Bonusrunde und qualifizierte das Team damit frühzeitig für das Viertelfinale der spusu Liga.
Im März 2019 wurde Pajovič als Coach der österreichischen Männer-Handballnationalmannschaft vorgestellt. Bei der Handball-Europameisterschaft 2020 erreichte Österreich unter seiner Führung mit einem 8. Platz seinen bisher besten EM-Schlussrang. Im Januar 2025 wurde bekannt, dass Pajovič das Traineramt bei der SG Flensburg-Handewitt übernimmt. Mit der SG gewann er die EHF European League der Männer 2024/25.
Aleš Pajovič hat 181 Länderspiele für die slowenische Nationalmannschaft bestritten. Mit Slowenien zog er bei der Europameisterschaft 2004 im eigenen Land ins Finale ein, unterlag dort aber der deutschen Auswahl. Für die Weltmeisterschaft 2007 in Deutschland sagte Pajovič aufgrund von Streitigkeiten mit dem slowenischen Nationaltrainer ab; bei der Europameisterschaft 2008 lief er jedoch wieder für sein Land auf. Er nahm mit Slowenien an den Olympischen Spielen 2000 und 2004 teil.

## Bundesligabilanz
| Saison    | Verein         | Spielklasse | Spiele | Tore | 7-Meter | Feldtore |
| --------- | -------------- | ----------- | ------ | ---- | ------- | -------- |
| 2007/08   | THW Kiel       | Bundesliga  | 12     | 29   | 0       | 29       |
| 2011/12   | SC Magdeburg   | Bundesliga  | 32     | 101  | 0       | 101      |
| 2012/13   | SC Magdeburg   | Bundesliga  | 15     | 22   | 0       | 22       |
| 2012/13   | TuS N-Lübbecke | Bundesliga  | 14     | 50   | 0       | 50       |
| 2013/14   | TuS N-Lübbecke | Bundesliga  | 33     | 111  | 0       | 111      |
| 2014/15   | TuS N-Lübbecke | Bundesliga  | 27     | 20   | 0       | 20       |
| 2007–2015 | gesamt         | Bundesliga  | 133    | 333  | 0       | 333      |